# BSG Rotation Babelsberg
Die BSG Rotation Babelsberg war eine Betriebssportgemeinschaft (BSG) im Potsdamer Stadtteil Am Stern. Die Betriebssportgemeinschaft wurde 1949 unter dem Namen BSG „Märkische Volksstimme“ Babelsberg gegründet und 1950 in BSG Rotation Babelsberg umbenannt. 1969 wurde der Verein umbenannt in BSG DEFA Babelsberg.
Der Verein ist vor allem durch seine Fußballabteilung bekannt, die mehrere Spielzeiten in der DDR-Oberliga vertreten war. Die Fußballabteilung verließ nach der Wende den Verein und gründete mit der Fortuna Babelsberg einen reinen Fußballverein.

## Geschichte

### 1946–1949: Der Weg in die Oberliga
Nach dem Zweiten Weltkrieg wurden alle Vereine aufgelöst und in Babelsberg die Sportgruppe Babelsberg, kurz SG Babelsberg, gegründet, die den Sport neu organisieren sollte. Diese Sportgruppe wurde durch Mitglieder verschiedener Vereine gegründet. Zu diesen Vereinen gehörte die SpVgg Potsdam 03, die als Vorgänger der 1948 gegründeten SG Karl Marx Babelsberg gilt. Zudem waren auch Mitglieder der VfL Eintracht 06 Babelsberg, der 1906 als Concordia 1906 Babelsberg gegründet worden war, an der Gründung der Sportgruppe beteiligt.
In der Saison 1947/48 belegte die SG Babelsberg in der Landesklasse Brandenburg in der Gruppe B den ersten Platz und qualifizierte sich für das Finale um die Meisterschaft in Brandenburg. Im Stadion am Wasserturm verloren die Babelsberger mit 0:1 gegen die SG Cottbus-Ost. Als Vizemeister qualifizierte sich die SG Babelsberg trotzdem für die Ostzonenmeisterschaft 1948, dort schied man in der Qualifikation gegen die SG Meerane aus.
In der Saison 1948/49 wurden sie in der Landesklasse in die Staffel West einsortiert und belegten in der Staffel den ersten Platz. Dadurch qualifizierte man sich erneut für das Finale um die Meisterschaft in Brandenburg und traf dabei auf die BSG Franz Mehring Marga. Das Hinspiel gewannen die Babelsberger, während die Mannschaft aus Marga das Rückspiel gewann. Weil eine Addition der Ergebnisse nicht vorgesehen war, konnte mittels dieser beiden Spiele kein Sieger ermittelt werden, so dass ein Entscheidungsspiel auf neutralem Platz ausgetragen wurde. Im Eberswalder Stadion besiegte die SG Babelsberg die BSG Franz Mehring Marga mit 2:1 und sicherte sich die Brandenburg-Meisterschaft. Durch diesen Sieg qualifizierte man sich für die Ostzonenmeisterschaft 1949. Im Viertelfinale traf man erneut auf die SG Meerane und schied durch eine erneute Niederlage aus dem Wettbewerb aus. Durch die Brandenburg-Meisterschaft qualifizierte sich die Mannschaft aus Babelsberg für die neugegründete DDR-Oberliga.

### 1949–1951: Erste Schritte in der Oberliga
Die SG Babelsberg wurde nicht Gründungsmitglied der DDR-Oberliga, weil es im Jahr 1949 zu einer Umstellung des DDR-Sports kam. Dies hatte zur Folge, dass die SG in die Betriebssportgemeinschaft BSG „Märkische Volksstimme“ Babelsberg umbenannt wurde. Die Betriebssportgemeinschaft nahm das Startrecht in der DDR-Oberliga wahr. In der Premierensaison erreichten die Babelsberger mit dem siebten Platz eine Platzierung im Mittelfeld der Tabelle.

Historisches Logo von Rotation Babelsberg

Nach der Saison kam es zur Umbenennung der Betriebssportgemeinschaft, da zentrale Sportvereinigungen gegründet wurden. Die Babelsberger wurden der Sportvereinigung Rotation (Verlags- und Druckwesen) unterstellt, und aus diesem Grund trug der Verein nun den Namen BSG Rotation Babelsberg. Als Trägerbetrieb fungierte weiterhin die SED-Zeitung Märkische Volksstimme. In der Saison 1950/51 erreichten sie unter dem neuen Namen mit dem achten Platz erneut einen Mittelfeldplatz. Mitverantwortlich dafür war der Stürmer Johannes Schöne, der in der Saison 38 Treffer erzielte. Mit dieser Anzahl von Toren wurde er Torschützenkönig der Oberliga, ein Rekord, der nicht mehr gebrochen wurde.

### 1951–1958: Aufs und Abs in der Oberliga
In der Saison 1951/52 konnten die Babelsberger erneut auf Johannes Schöne vertrauen, der mit 25 Toren hinter den beiden Torschützenkönigen Rudolf Krause und Kurt Weißenfels den dritten Platz in der Torjägerliste belegte. Die Babelsberger beendeten die Saison auf dem sechsten Platz. In der darauffolgenden Saison konnten die Babelsberger nicht an die Leistungen der Vorsaison anknüpfen und mussten lange gegen den Abstieg kämpfen. Schlussendlich schaffte man durch den zwölften Platz den Klassenerhalt. Nachdem sie fast abgestiegen waren, schaffte die BSG Rotation Babelsberg in der Saison 1953/54 mit dem fünften Platz ihre beste Platzierung in der DDR-Oberliga.
Nach der guten Saison folgte erneut eine Saison, in der die Mannschaft aus Babelsberg nicht an die Leistungen aus der Vorsaison anknüpfen konnte. Sie musste erneut gegen den Abstieg kämpfen, konnte aber schlussendlich mit dem 12. Platz die Klasse halten. In der unbedeutenden Übergangsrunde 1955 erreichten die Babelsberger erneut den fünften Platz. In der Saison 1956 konnten die Babelsberger diesen Platz mit dem siebten Platz bestätigen. In den Jahren 1955 und 1965 konnte die Jugend der Babelsberger große Erfolge feiern. Im Jahr 1955 gewann die Jugendmannschaft den FDGB-Pokal, und ein Jahr später wurden die Junioren DDR-Landesmeister.
In der Saison 1957 musste die BSG Rotation Babelsberg wieder gegen den Abstieg kämpfen. Mit einem Punkt Vorsprung vor den Abstiegsplätzen konnte die BSG dem Abstieg als 11. knapp entgehen. Ein Jahr später konnten die Babelsberger nicht erneut den Abstieg verhindern und mussten als Letzter aus der DDR-Oberliga in die DDR-Liga absteigen. Die Mannschaft aus Babelsberg schaffte nicht erneut den Aufstieg in die DDR-Oberliga. In der ewigen Tabelle der DDR-Oberliga belegt die BSG den 19. Platz.

### 1959–1961: Der Kampf um den Wiederaufstieg
Die Saison 1959 lief für die Babelsberger gut, und sie waren am Kampf um den Aufstieg beteiligt. Am Ende der Saison verpassten die Babelsberger aufgrund der schlechteren Tordifferenz den Aufstieg in die DDR-Oberliga hinter dem Mitabsteiger SC Chemie Halle und dem SC Aufbau Magdeburg. In der darauffolgenden Saison konnten die Babelsberger nicht in den Kampf um den Aufstieg eingreifen und mussten sogar gegen den Abstieg kämpfen. Mit dem 10. Platz sicherten sie sich den Klassenerhalt in der DDR-Liga.
Nach der Saison wurde die erste Mannschaft der Betriebssportgemeinschaft zum neu gegründeten SC Potsdam delegiert, der auch den Startplatz der BSG Rotation Babelsberg übernahm. Ursache war der Anfang 1961 unternommene Versuch, die Talentförderung im DDR-Sport zu verbessern. Deshalb wurden neben den schon bestehenden Sportklubs neue Sportklubs in den Städten Neubrandenburg, Frankfurt (Oder) und auch Potsdam gegründet. In der ewigen Tabelle der DDR-Liga belegt die Mannschaft aus Babelsberg den 117. Platz, während der SC Potsdam den 95. Platz belegt.

### 1961–1963: Rückstufung in die II-DDR-Liga
Seit der Saison 1958 spielte die zweite Mannschaft der BSG Rotation Babelsberg und, nachdem die erste Mannschaft die Betriebsgemeinschaft verlassen musste, wurde aus der zweiten die erste Mannschaft. In der Saison 1961/62 wurde die Mannschaft in die Staffel 2 berufen, die aus Mannschaften der Bezirke Berlin, Potsdam, Frankfurt und Cottbus bestanden. Mit dem neunten Platz sicherten sich die Babelsberger den Klassenerhalt. In der darauffolgenden Saison – und damit der letzten Spielzeit der II-DDR-Liga – konnten sie nicht mit um den Aufstieg kämpfen und mussten als 10. in die Bezirksliga Potsdam absteigen. Während die zweite Mannschaft in der ewigen Tabelle der II. DDR-Liga auf dem 77. Platz liegt, ist die erste Mannschaft auf dem 85. Platz platziert.

### 1963–1990: Regionaler Fußball in Babelsberg

Historisches Logo der BSG DEFA Babelsberg

In der Bezirksliga angekommen bestimmte ein ständiger Auf- und Abstieg zwischen Bezirksliga und Bezirksklasse den Fußball der BSG Rotation Babelsberg. Im Jahr 1966 wurde die Fußballabteilung des SC Potsdam aufgrund von fehlendem Erfolg aufgelöst und wieder in die BSG Rotation Babelsberg integriert. Am 3. Mai 1969 wurde die Betriebsgemeinschaft in BSG DEFA Babelsberg umbenannt, und dadurch wurde auch ein Wechsel des Trägerbetriebs durchgeführt. In der Saison 1983/84 konnte die Mannschaft den Abstieg in die Kreisklasse nicht verhindern. Zwei Jahre später musste die Kreisklasse-Mannschaft aus dem großen Karl-Liebknecht-Stadion auf den Stern-Sportplatz im gleichnamigen Wohngebiet umziehen. Dort gelang der Mannschaft in der Saison 1986/87 wieder der Aufstieg in die Bezirksklasse.

## Bekannte ehemalige Spieler
- Rotation-Nationalspieler der DDR
  - Karl-Heinz Wohlfahrt; 2 Spiele, 1952
  - Johannes Schöne; 3, 1954
  - Willi Marquardt; 1, 1956
- Rekordspieler der Oberligamannschaft Rotation
  - Johannes Schöne; 214 Spiele von 1950 bis 1958 (Torschützenkönig)
  - Karl-Heinz „Schupo“ Tietz; 203, 1949/56
  - Werner Gießler; 191, 1949/57
  - Harry Adam; 190, 1950/58
  - Karl-Heinz „Schrippe“ Schröder; 139, 1949/57
  - Klaus Selignow; 139, 1951/58
  - Hans Wolfrum; 133, 1949/54
  - Erwin Giesler; 115, 1949/57
  - Werner Hagen, 104, 1952/57
  - Gerhard Jeronimus; 102, 1949/58
  - Heinz Schuster; 102, 1950/55

## Nachfolgeverein

Logo von Fortuna Babelsberg

Mit der politischen Wende von 1990 konnten die Betriebssportgemeinschaften in ihrer bisherigen Form nicht weiterbestehen. Daraufhin entschloss sich die Fußballabteilung einen eigenen Verein zu gründen und gründete mit Fortuna Babelsberg einen reinen Fußballverein. In der Saison 1991/92 gelang den Babelsbergern der Aufstieg in die Landesliga Brandenburg. Zwei Jahre später stieg der Verein in die höchste brandenburgische Spielklasse, die Verbandsliga, auf und schaffte in der Saison 1994/95, 1995/96 1996/97 und 1997/98 den Klassenerhalt. In der Saison 1998/99 stieg der Verein aus der Verbandsliga in die Landesliga Brandenburg ab. Im Jahr 2012 stieg der Verein in die achtklassige Landesklasse ab. Nachdem die Babelsberger in der Saison 2015/16 und 2016/17 jeweils Vizemeister geworden waren, schaffte die Mannschaft in der Saison 2017/18 als Meister den Aufstieg in die siebtklassige Landesliga, in der Fortuna im ersten Jahr (Saison 2018/2019) mit Platz 7 den Klassenerhalt schaffte, Die Saisons 2019/20 und 2020/21 wurden wegen der COVID-19-Pandemie in Deutschland abgebrochen, in der Saison 2019/2020 gab es keine Absteiger und in der Saison 2020/21 keine Auf- und Absteiger. Auch in der Saison 2021/22 war Fortuna Babelsberg noch siebtklassig. In der Saison 2022/23 wurde die Meisterschaft in der Landesliga Nord und der Aufstieg in die Brandenburg-Liga geschafft, sodass der Verein ab der Saison 2023/24 in der Brandenburg-Liga spielen wird.